# Devoteam
Devoteam, formellt Devoteam SA, är en multinationell företagskoncern med huvudkontor i Levallois-Perret, Frankrike. Bolaget tillhandahåller IT-konsultlösningar inom bland annat mjukvaruutveckling, molntjänster och cybersäkerhet.
I Sverige bedriver Devoteam sin verksamhet genom Devoteam Sverige AB och Devoteam G Cloud AB under varumärket Devoteam Creative Tech.

## Bakgrund
Devoteam grundades 1995 av bröderna Stanislas och Godefroy de Bentzmann. Bolaget börsnoterades på Parisbörsen år 1999 men avlistades den 31 december 2021.
2018 började Devoteam bedriva verksamhet i Sverige efter att ha förvärvat det svenska bolaget Jayway.
Under 2022 uppnådde Devoteam en årlig omsättning på en miljard euro och hade samtidigt 10 000 anställda inom koncernen.

## Utbredning
Devoteam bedriver verksamhet i 20 länder i Europa, Afrika och Mellanöstern. Några av dessa länder är Danmark, Frankrike, Portugal, Turkiet, Saudiarabien och Förenade arabemiraten.
I Sverige har Devoteam kontor i Stockholm, Malmö och Halmstad.